# Xinfeng (ort i Kina, Jiangsu Sheng, lat 31,41, long 121,14)
Xinfeng är en ort i Kina. Den ligger i provinsen Jiangsu, i den östra delen av landet, omkring 230 kilometer öster om provinshuvudstaden Nanjing. Antalet invånare är 71 481. Befolkningen består av 36 315 kvinnor och 35 166 män. Barn under 15 år utgör 10,0 %, vuxna 15-64 år 75 %, och äldre över 65 år 13,0 %.
Runt Xinfeng är det mycket tätbefolkat, med 1 754 invånare per kvadratkilometer. Närmaste större samhälle är Anting, 12,2 km söder om Xinfeng. Trakten runt Xinfeng består till största delen av jordbruksmark.
Genomsnittlig årsnederbörd är 1 436 millimeter. Den regnigaste månaden är augusti, med i genomsnitt 208 mm nederbörd, och den torraste är januari, med 53 mm nederbörd.